# Кертис P-3
Кертис P-3 (енгл. Curtiss P-3 Hawk) је амерички ловачки авион. Први лет авиона је извршен 1928. године. 

Највећа брзина авиона при хоризонталном лету је износила 246 km/h.
Распон крила авиона је био 9,63 метара, а дужина трупа 6,83 метара. Празан авион је имао масу од 887 kg. Нормална полетна маса износила је око 1265 kg. У наоружању су била два синхронизована митраљеза калибра 7,62 mm.

## Наоружање
| Наоружање авиона: Кертис       |      |
| Ватрено (стрељачко) наоружање  |      |
| Топ                            |      |
| Митраљез                       |      |
| Број и ознака митраљеза        | 2    |
| Калибар                        | 7,62 |
| Бомбардерско наоружање (бомбе) |      |
| Ракетно наоружање (ракете)     |      |